# Atco Records
Atco Records är ett amerikanskt skivbolag som grundades 1955 som ett underbolag till Atlantic Records. Bolaget skapades från början för de artister på Atlantic som inte passade in bland bolagets huvudsakliga jazz och R&B-artister. De första framgångsrika artisterna på bolaget var The Coasters och Bobby Darin. Senare på 1960-talet fick artister som Sonny & Cher, Buffalo Springfield, Vanilla Fudge, Iron Butterfly, Cactus och Dr. John kontrakt på bolaget. I Europa gavs dock dessa artister ut på huvudbolaget Atlantic.
Bolaget var aktivt i mindre skala på 1980-talet, då med artister som Pete Townshend och Gary Numan. 1991 sammanslogs Atco med East West Records, och 1994 slutade man använda Atco på skivetiketterna, utom då material med äldre artister på bolaget gavs ut. Warner Music Group återupplivade skivbolaget 2005.